# Swissair-vlucht 111
Swissair-vlucht 111 was een internationale passagiersvlucht van John F. Kennedy International Airport in New York, Verenigde Staten, naar de Luchthaven Genève in Genève, Zwitserland. Deze vlucht was gecodeshared met Delta Air Lines. Op 2 september 1998 stortte de McDonnell Douglas MD-11 die deze vlucht uitvoerde, registratie HB-IWF, neer in de Atlantische Oceaan ten zuidwesten van Halifax Stanfield International Airport bij de ingang van St. Margaret Bay, Nova Scotia. De crashlocatie was 8 kilometer van de kust. 
De zoek- en reddingsactie, de hersteloperatie bij een crash en het onderzoek door de Canadese regering duurden meer dan vier jaar en kostten CA$ 57 miljoen (ongeveer 37 miljoen euro). Het onderzoek van de Transportation Safety Board of Canada (TSB) concludeerde dat brandbaar materiaal dat in de structuur van het vliegtuig werd gebruikt, een brand buiten de controle van de bemanning kon verspreiden, wat resulteerde in de crash van het vliegtuig. Er zijn verschillende brede aanbevelingen gedaan die zijn opgenomen in nieuwe normen van de Amerikaanse FAA.
Swissair 111 stond bekend als de "VN-shuttle" vanwege zijn populariteit bij functionarissen van de Verenigde Naties die tussen de twee grootste centra van de organisatie reisden. De vlucht vervoerde ook zakenlieden, wetenschappers en onderzoekers. 

## Enkele feiten

### Vliegtuig
Het vliegtuig, een zeven jaar oude McDonnell Douglas MD-11, registratie HB-IWF, werd in 1991 geproduceerd en Swissair was de enige operator. Het droeg de titel Vaud, ter ere van het Zwitserse kanton met dezelfde naam. De cabine was geconfigureerd met 241 passagiersstoelen. First class- en businessclass-stoelen waren uitgerust met In-Flight Entertainment Network (IFEN) van Interactive Flight Technologies. Het vliegtuig werd aangedreven door drie Pratt & Whitney 4462-turbofanmotoren en had meer dan 36.000 uur gelogd voor de crash.
Het IFEN (In-Flight Entertainment Network) was het eerste in zijn soort dat in het vliegtuig was uitgerust. Het stelde de passagiers uit de eerste- en businessclass in staat op internet te surfen, hun eigen films en games te selecteren en te gokken. Het systeem werd een jaar voor het incident geïnstalleerd in businessclass, tussen 21 augustus en 9 september 1997. Het werd vijf maanden later, in februari 1998, in de eerste klas geïnstalleerd vanwege vertragingen bij de levering. 

### Bemanning
Gezagvoerder Urs Zimmerman was 49 jaar oud en had er ten tijde van het ongeluk 10.800 vlieguren opzitten, waarvan 900 uur op de MD-11. Hij werkte sinds 1971 voor Swissair, sinds 1983 als gezagvoerder. Sinds 1994 was hij ook trainingspiloot voor de Airbus-vliegtuigen en later voor de MD-11.
Eerste officier Stephan Loew was 36 jaar oud en bracht van zijn 4800 vlieguren er 230 op de MD-11 door, nadat hij in mei 1998, vier maanden voor het ongeluk, in de MD-11 was gaan vliegen.
De twee piloten waren niet eerder bij een ongeluk betrokken geweest. Beide piloten waren in goede gezondheid. Ze hadden vóór de vlucht 27 uur rust gehad.

## Oorzaak
De oorzaak van de crash werd gevonden na een vier jaar lang onderzoek. Het IFEN (In-Flight Entertainment Network) had een kortsluiting veroorzaakt, waardoor er een vonk ontstond. Deze vonk heeft een zeer brandbare isolatiedeken aangeraakt, die daardoor begon te branden. Hierdoor werd de bekabeling van kritische instrumenten doorgebrand zonder dat de piloten het wisten. Tijdens de "smoke of unknown origin"-checklist werd de situatie veel erger omdat de Cabin Bus-switch uitgezet moest worden volgens deze checklist. Dit zorgde voor een vacuüm waardoor de brand zich makkelijker kon verspreiden. Uiteindelijk had de brand zoveel beschadigd dat het vliegtuig onbestuurbaar geworden was.

## Tijdlijn
Alle tijden zijn naar UTC.
00:18: Swissair-vlucht 111 vertrekt uit New York (20:18 lokale tijd). In totaal zijn er 215 passagiers, 12 bemanningsleden en de twee piloten aan boord.
00:58: Vlucht 111 bereikt zonder problemen zijn kruishoogte van ca. 11 000 meter.
01:10:38: De piloten ruiken een vreemde geur in de cockpit en gaan op zoek naar de oorzaak. Ze vinden echter niets. Na een kort gesprek denken ze dat het de airconditioning is. ("-Airconditioning, is it? -Yes.")
01:13:14: Er is rook zichtbaar in de cockpit.
01:13:33: De piloten bespreken mogelijke vliegvelden waarnaar ze uit kunnen wijken.
01:13:53: De gezagvoerder zegt: "Das sieht nicht gut aus hier oben" ('Dat ziet er niet goed uit hierboven')
01:14:15: SR111 zendt een pan-pan naar de verkeerstoren in Moncton, Canada. Op dit moment bevinden ze zich op 122 km van het vliegveld van Halifax. Ze melden rookontwikkeling in de cockpit en vragen een route naar de dichtstbijzijnde luchthaven. De piloot stelt Boston voor, waar SR111 zich op dat moment 555 km vandaan bevindt. ("Swissair one eleven heavy is declaring pan-pan. We have uh smoke in the cockpit, uh request (deviate), immediate return uh to a convenient place, I guess uh Boston"). Moncton geeft SR111 een klaring naar Boston, en het krijgt een hoogte van 31.000 voet toegewezen.
01:15:06: De luchtverkeersleiding stelt SR111 voor naar Halifax te vliegen, dit is immers maar 103 km ver. De bemanning accepteert dit en krijgt de klaring. Beide piloten doen hun zuurstofmaskers op.
01:16:34: De luchtverkeersleiding geeft SR111 toestemming om naar 10.000 voet te dalen, en vraagt naar het aantal passagiers en kerosine.
01:17:19: De MD-11 daalt met 4000 voet per minuut.
01:18:17: SR111 wordt gevraagd contact op te nemen met de verkeersleiding voor laagvliegende vluchten. Deze geeft SR111 toestemming om naar 3000 voet te dalen. Op dat moment vliegt SR111 nog op 25.400 voet, en met een koers van 050 richting Halifax. De piloten vragen echter 8000 voet, tot de cabine klaargemaakt is voor de landing. Dit wordt goedgekeurd.
01:19:28: De luchtverkeersleiding zegt SR111 om de koers naar 030 te veranderen, om goed uit te komen voor de landingsbaan. Op dat moment is het nog 55 km naar Halifax. Het vliegtuig is op 21.000 voet hoogte. De piloot zegt de luchtverkeersleiding dat 55 km te weinig is om te dalen. Daarom zegt de luchtverkeersleiding koers 360 aan te houden, rond te cirkelen en zodoende hoogte te verliezen.
01:20:48: De piloten besluiten voor de landing brandstof te lozen.
01:21:20: De luchtverkeersleiding vraagt een tweede keer naar het aantal passagiers en de hoeveelheid brandstof aan boord. De piloten zeggen dat ze 230 ton brandstof aan boord hebben en vragen toestemming om wat te lozen (Overigens is 230 ton het totale gewicht van het vliegtuig, en niet de hoeveelheid brandstof ).
01:22:01: SR111 draait naar het zuidzuidwesten, koers 200 om boven de zee kerosine te lozen.
01:23:30: De luchtverkeersleiding in Moncton stelt 180 als nieuwe koers voor en meldt dat het nog 27 km is naar de kust.
Ongeveer om deze tijd werden de recirculatieventilatoren uitgeschakeld (in overeenstemming met de checklist In case of smoke of unknown origin). Hierdoor kon de brand zich in de cockpit uitbreiden.
01:24:01: De copiloot vraagt de luchtverkeersleiding om nu brandstof te mogen lozen.
01:24:09: De autopiloot schakelt zich uit. Een alarm gaat af in de cockpit.
01:24:25: De copiloot meldt de luchtverkeersleiding dat hij nu manueel vliegt en vraagt een hoogte tussen 9.000 en 11.000 voet. De luchtverkeersleiding geeft SR111 toestemming voor tussen 5.000 en 12.000 voet.
01:24:42: Beide piloten melden de luchtverkeersleiding een Mayday (radiosignaal)-noodgeval. ("Swissair one eleven heavy is declaring emergency.") De luchtverkeersleiding bevestigt de ontvangst van het noodbericht.
01:24:46: De cabine meldt de piloten dat de stroom is uitgevallen.
01:24:53: SR111 meldt dat ze nu beginnen met brandstof lozen en meteen moeten landen. ("Eleven heavy we starting dump now we have to land immediate.")
01:25:02: Opnieuw meldt SR111 een noodgeval. ("And we are declaring an emergency now Swissair one eleven"). De luchtverkeersleiding bevestigt de ontvangst.
Tussen 01:25:06 en 01:25:14 vallen alle stroomsystemen en instrumenten in de cockpit uit, waaronder om 01:25:12 de CVR en FDR.
01:25:16: De luchtverkeersleiding geeft SR111 toestemming om te beginnen met brandstof te lozen. ("Swissair one eleven you are cleared to ah commence your fuel dump on that track and advise me ah when the dump is complete.") Geen antwoord.
01:25:40: De luchtverkeersleiding herhaalt de toestemming om brandstof te lozen. ("Swissair one eleven check you're cleared to start the fuel dump.") Geen antwoord.
01:25:46: Een korte schreeuw is het laatste wat men hoort van SR111.
ongeveer 01:30 Bij St. Margaret's Bay, Nova Scotia is een groot vliegtuig te zien dat een duikvlucht maakt. De motoren zijn duidelijk te horen.
01:31:18: De MD-11 stort in zee. Ooggetuigen vertellen dat ze een luide knal hoorden. Seismografen in de buurt registreren een schok.

## Slachtoffers
| Nationality          | Passengers | Crew | Total |
| -------------------- | ---------- | ---- | ----- |
| Afghanistan          | 1          | -    | 1     |
| Canada               | 4          | -    | 4     |
| China                | 1          | -    | 1     |
| Egypte               | 1          | -    | 1     |
| Frankrijk            | 42         | -    | 42    |
| Duitsland            | 1          | -    | 1     |
| Griekenland          | 1          | -    | 1     |
| India                | 1          | -    | 1     |
| Iran                 | 1          | -    | 1     |
| Italië               | 3          | -    | 3     |
| Libanon              | 2          | -    | 2     |
| Mexico               | 1          | -    | 1     |
| Rusland              | 1          | -    | 1     |
| Saoedi-Arabië        | 1          | -    | 1     |
| Saint Kitts en Nevis | 1          | -    | 1     |
| Spanje               | 1          | -    | 1     |
| Zweden               | 1          | -    | 1     |
| Zwitserland          | 35         | 13   | 48    |
| Verenigd Koninkrijk  | 3          | -    | 3     |
| Verenigde Staten     | 117        | 1    | 118   |
| Joegoslavië          | 1          | -    | 1     |
| Total                | 215        | 14   | 229   |

## Onderzoek
Het onderzoek naar het ongeluk duurde vier jaar en kostte 39 miljoen dollar. Er waren 4000 mensen bij betrokken. Naast de Canadese TSB (Transportation Safety Board) waren er vertegenwoordigers bij betrokken van de Amerikaanse en Zwitserse veiligheidsraad (Amerikaans vliegtuig, Zwitserse luchtvaartmaatschappij), vertegenwoordigers van Boeing (dat McDonnell Douglas had overgenomen, de producent van de MD-11) en de producent van de motoren, Pratt & Whitney.
De MD-11 stortte in zee en brak uiteen. De meeste wrakstukken zonken naar de bodem, die daar circa 55 meter diep was. Ze lagen verspreid in een gebied van 125 meter lang en 98 meter breed. Ongeveer 98% van het vliegtuig is teruggevonden. Het duurde vijftien maanden om de wrakstukken te bergen, onder andere met behulp van een Nederlands schip, de Queen of the Netherlands, dat het grootste baggerschip van de wereld was.
Op 27 maart 2003, 4½ jaar na het ongeluk, presenteerde de TSB het resultaat van het onderzoek aan het publiek: een kortsluiting, waarschijnlijk veroorzaakt door de kapotte isolatie van een koperen kabel achter in de cockpit, liet de zeer brandbare isolatiedeken ontvlammen. De desbetreffende kabel gaf het IFEN (In-Flight Entertainment Network) stroom. Dit was een systeem waarbij de passagiers in de eerste klasse en businessclass video's konden bekijken en met een creditcard konden gokken.
Het onderzoeksrapport concludeerde dat de isolatiedeken niet brandveilig genoeg was. Hierdoor kon de brand zich gemakkelijk uitbreiden en zo alle leidingen naar de cockpitinstrumenten doen doorbreken, zodat de piloten gedesoriënteerd raakten in de donkere nacht.
De TSB deed 23 aanbevelingen, waaronder nieuwe eisen voor brandbaarheid van materialen die in vliegtuigen gebruikt worden, rookmelders in cockpits van vliegtuigen en op plekken die piloten niet kunnen zien videocamera's installeren. Ook moesten piloten beter getraind worden om branden te blussen.